# Sankt Georgen im Lavanttal
Sankt Georgen im Lavanttal is een gemeente in de Oostenrijkse deelstaat Karinthië, en maakt deel uit van het district Wolfsberg.
Sankt Georgen im Lavanttal telt 2082 inwoners.
Bad Sankt Leonhard im Lavanttal ·
Frantschach-Sankt Gertraud ·
Lavamünd ·
Preitenegg ·
Reichenfels ·
Sankt Andrä ·
Sankt Georgen im Lavanttal ·
Sankt Paul im Lavanttal ·
Wolfsberg
- Gemeinsame Normdatei: 4623886-4
- Virtual International Authority File: 240543637
- WorldCat: E39PBJm9bWFkYtyXRbmcm6kVYP